# 沙岱乡
沙岱乡，是中华人民共和国四川省凉山彝族自治州甘洛县下辖的一个乡镇级行政单位。2020年6月，将原两河乡俄洛村、泥觉村和原坪坝乡磨子沟村、扎地村所属行政区域划归沙岱乡管辖。

## 行政区划
沙岱乡下辖以下地区：
舍底村、各布村、日坡村、阿尺村、马厂村和依初村。